# Халкин

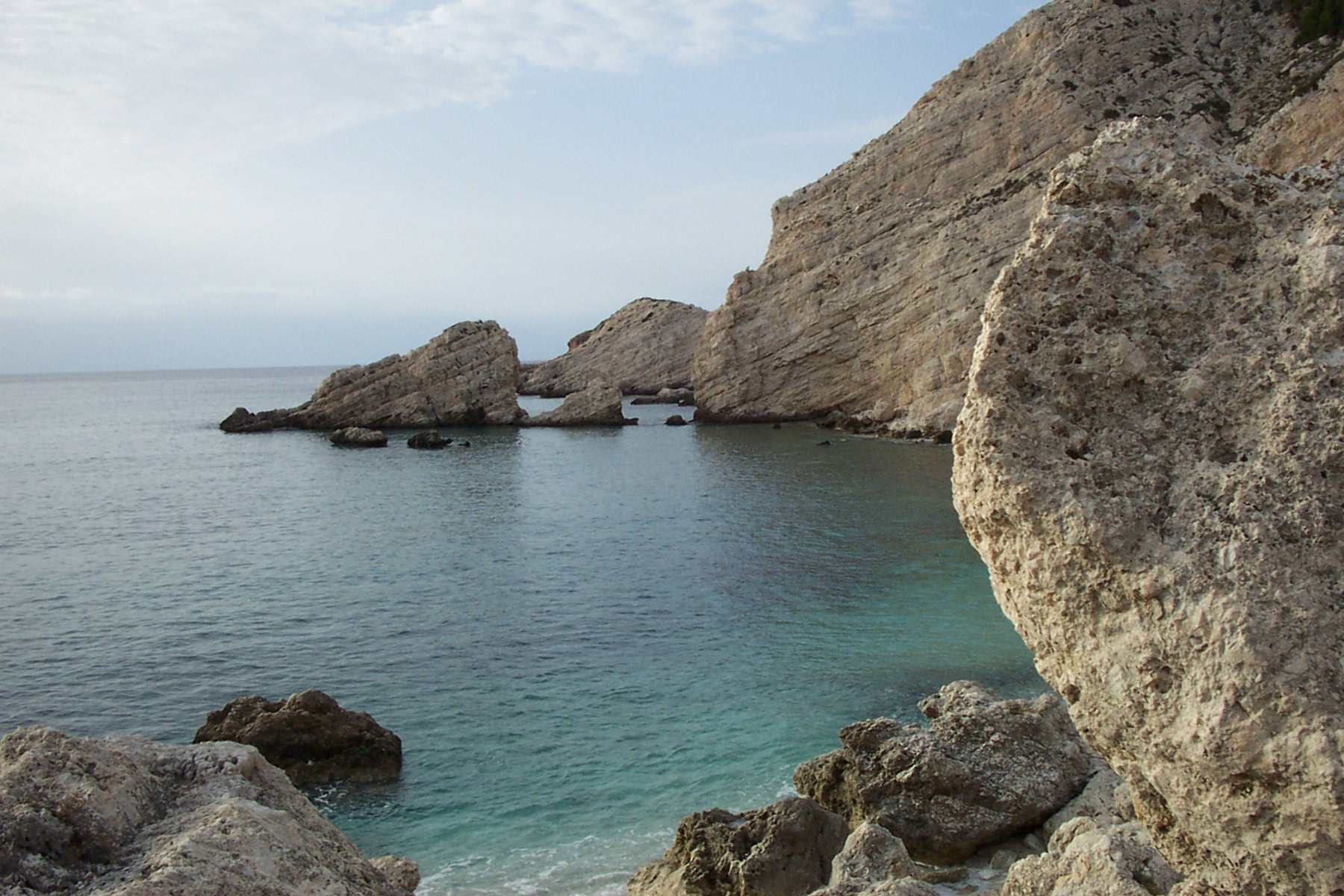
Берег Кефаллении

Халкин (др.-греч. Χαλκίνος) — персонаж древнегреческой мифологии, житель Кефаллении, который в соответствии с предсказанием дельфийской пифии вернулся на родину предков — в Афины.

## В мифологии
Халкин упоминается только в одном сохранившемся источнике — в «Описании Эллады» Павсания (II век н. э.). Согласно этому автору, Халкин был потомком в десятом поколении афинского героя Кефала (сына Деиона), изгнанного с родины за убийство жены, Прокриды. Халкин жил на острове Кефалления в Ионическом море. Вместе со своим сородичем Дайтом (степень родства в источнике не уточняется) он съездил в Дельфы, в святилище Аполлона, и спросил у пифии, нельзя ли ему вернуться на родину предков. Пифия ответила, что возвращение возможно, но только при условии, что Халкин и Дайт принесут жертву Аполлону в том месте Аттики, где увидят «бегущую по воде триеру». Герои отправились в Афины и в пути, у горы Пойкила, увидели дракона, который прятался в свою нору. Они тут же принесли жертву, выполнив таким образом условие. После этого афиняне приняли Халкина и Дайта и предоставили им гражданство.